# Liste der Kulturdenkmale in Zinnwald-Georgenfeld
Die Liste der Kulturdenkmale in Zinnwald-Georgenfeld enthält die Kulturdenkmale im Altenberger Ortsteil Zinnwald-Georgenfeld. Die Anmerkungen sind zu beachten.
Diese Liste ist eine Teilliste der Liste der Kulturdenkmale im Landkreis Sächsische Schweiz-Osterzgebirge.

Diese Liste ist eine Teilliste der Liste der Kulturdenkmale in Sachsen.

## Legende
- Bild: Bild des Kulturdenkmals, ggf. zusätzlich mit einem Link zu weiteren Fotos des Kulturdenkmals im Medienarchiv Wikimedia Commons. Wenn man auf das Kamerasymbol klickt, können Fotos zu Kulturdenkmalen aus dieser Liste hochgeladen werden:
- Bezeichnung: Denkmalgeschützte Objekte und ggf. Bauwerksname des Kulturdenkmals
- Lage: Straßenname und Hausnummer oder Flurstücknummer des Kulturdenkmals. Die Grundsortierung der Liste erfolgt nach dieser Adresse. Der Link (Karte) führt zu verschiedenen Kartendiensten mit der Position des Kulturdenkmals. Fehlt dieser Link, wurden die Koordinaten noch nicht eingetragen. Sind diese bekannt, können sie über ein Tool mit einer Kartenansicht einfach nachgetragen werden. In dieser Kartenansicht sind Kulturdenkmale ohne Koordinaten mit einem roten bzw. orangen Marker dargestellt und können durch Verschieben auf die richtige Position in der Karte mit Koordinaten versehen werden. Kulturdenkmale ohne Bild sind an einem blauen bzw. roten Marker erkennbar.
- Datierung: Baubeginn, Fertigstellung, Datum der Erstnennung oder grobe zeitliche Einordnung entsprechend des Eintrags in der sächsischen Denkmaldatenbank
- Beschreibung: Kurzcharakteristik des Kulturdenkmals entsprechend des Eintrags in der sächsischen Denkmaldatenbank, ggf. ergänzt durch die dort nur selten veröffentlichten Erfassungstexte oder zusätzliche Informationen
- ID: Vom Landesamt für Denkmalpflege Sachsen vergebene, das Kulturdenkmal eindeutig identifizierende Objekt-Nummer. Der Link führt zum PDF-Denkmaldokument des Landesamtes für Denkmalpflege Sachsen. Bei ehemaligen Kulturdenkmalen können die Objektnummern unbekannt sein und deshalb fehlen bzw. die Links von aus der Datenbank entfernten Objektnummern ins Leere führen. Ein ggf. vorhandenes Icon  führt zu den Angaben des Kulturdenkmals bei Wikidata.

## Zinnwald-Georgenfeld
| Bild                                    | Bezeichnung | Lage                           | Datierung               | Beschreibung | ID       |
| --------------------------------------- | --- | ------------------------------ | ----------------------- | --- | -------- |
| Weitere Bilder                          | Sachgesamtheit Bergbaumonumente Zinnwald mit mehreren Einzeldenkmalen                                                                | (Karte)                        |                         | Sachgesamtheit Bergbaumonumente Zinnwald mit folgenden Einzeldenkmalen: ehemalige Erzwäsche mit Verwaltungsgebäude und Baracke (siehe Einzeldenkmale ID-Nr. 09277747, Geisingstraße 12, 14, 16), Einfahrtshaus, Zechenhaus, zwei weitere Gebäude sowie die technische und bewegliche Ausrüstung des Tiefen Bünaustollens, davor Bruchsteinbogenbrücke (siehe Einzeldenkmale ID-Nr. 09277740, Goetheweg 4, 6, 8) und ehemalige Zinnwäsche (siehe Einzeldenkmale ID-Nr. 09277733, Rosengrund 5, 7, 9) – ortsgeschichtlich und bergbautechnisch von Bedeutung.             | 09301895 |
|                                         | Transformatorenstation | Am Huthaus (Karte)             | 1916                    | Trafostation – bergbau- und technikgeschichtlich von Bedeutung. Massives Gebäude mit markantem verschiefertem Turm, gebaut zur Stromversorgung der Kompressoren der Grube, die Technik aus DDR-Zeit verschwand in den letzten Jahren (2013), die Annexgebäude mit ihren „Trutzburg“-Dächern und Eckrustizierungen lassen Einfluss des Reformstils annehmen, ähnlich den zeitgleichen Gebäuden des Tiefen Bünaustollens. Ursprünglich mit Dachkonstruktion in Form einer gedrückten Zwiebel.                                                                             | 09277702 |
| Weitere Bilder                          | Huthaus | Am Huthaus 1 (Karte)           | 1756                    | stattliches Fachwerkgebäude, davor Kopie eines farbig gefassten Grenzsteins, baugeschichtlich, ortshistorisch und bergbaugeschichtlich von Bedeutung. | 09277703 |
| Direkt Bild zu diesem Denkmal hochladen | Wohnstallhaus | Am Huthaus 5 (Karte)           | vor 1800                | Obergeschoss Fachwerk, regionaltypische Holzbauweise, baugeschichtlich von Bedeutung. Erdgeschoss massiv, geglättet, Fenster Obergeschoss in originaler Größe, originale Sprossung verloren. | 09277706 |
| Direkt Bild zu diesem Denkmal hochladen | Wohnstallhaus | Am Sommerweg 1 (Karte)         | um 1800                 | Obergeschoss Fachwerk, regionaltypische Holzbauweise, baugeschichtlich von Bedeutung. Erdgeschoss massiv, wahrscheinlich Feldsteinmauerwerk, hölzernes Wetterhäuschen, zum Teil Sandstein-Fenstergewände, Fenster Obergeschoss in originaler Größe, steiles Satteldach, altdeutsche Schieferdeckung. | 09277735 |
| Direkt Bild zu diesem Denkmal hochladen | Wohnstallhaus | Am Sommerweg 2 (Karte)         | vor 1800                | Obergeschoss Fachwerk, baugeschichtlich von Bedeutung. Erdgeschoss massiv, Stallteil mit Gewölbe erhalten, Fenster Obergeschoss in originaler Größe, Frackdach, Dachbodentür, Sprossung verloren. | 09277736 |
|                                         | Ehem. Gasthaus „Sächsischer Reiter“                                                                                                  | Geisingstraße 2 (Karte)        | 18. Jh.                 | Obergeschoss Fachwerk, an bildprägender Stelle, baugeschichtlich und ortsgeschichtlich von Bedeutung. Erdgeschoss massiv, geglättet, Obergeschoss-Fenstergrößen wohl auch verändert, Giebel verschindelt, mächtiges Krüppelwalmdach, altdeutsche Schieferdeckung. | 09277743 |
|                                         | Ehemalige Erzwäsche mit Verwaltungsgebäude und Baracke (Einzeldenkmale zu ID-Nr. 09301895)                                           | Geisingstraße 12; 16 (Karte)   | nach 1910               | Einzeldenkmale der Sachgesamtheit Bergbaumonumente Zinnwald: Ehemalige Erzwäsche mit Verwaltungsgebäude und Baracke – als Ensemble optisch gekennzeichnet durch Rustizierung der Öffnungen, ortsgeschichtlich und bergbautechnisch von Bedeutung. Erzwäsche auffällig durch ihre Vertikalität, massiver Putzbau mit Satteldach, Giebelverschindelung, Streben, Verwaltung (Nummer 14): Einflüsse des Reformstils, weitgehend ursprünglich erhalten, Baracke mit massivem Sockel, darauf Holzkonstruktion, eingeschossig, Sprossung erhalten.                            | 09277747 |
|                                         | Wohnhaus | Georgenfelder Weg 1 (Karte)    | 1920er Jahre            | vermutlich Fertigteilhaus, Holzkonstruktion, architekturgeschichtlich von Bedeutung. Querverbretterung, steiles Satteldach mit Schieferdeckung, Fenster mit originaler Sprossung, originale Haustür, Fensterläden, womöglich Produkt der Firma Christoph & Unmack. | 09277715 |
| Weitere Bilder                          | Einfahrtshaus, Zechenhaus sowie die technische und bewegliche Ausrüstung des Tiefen Bünaustollns (Einzeldenkmale zu ID-Nr. 09301895) | Goetheweg 4; 6 (Karte)         | 1917 (Zechenhaus)       | Einzeldenkmale der Sachgesamtheit Bergbaumonumente Zinnwald: Einfahrtshaus, Zechenhaus und zwei weitere Gebäude sowie die technische und bewegliche Ausrüstung des Tiefen Bünaustollns, davor Bruchsteinbogenbrücke – ortsgeschichtlich und bergbautechnisch von Bedeutung. Im Ersten Weltkrieg entstandene Hochbauten des seit dem 17. Jh. bestehenden Bünaustollens, bergbaugeschichtliche und ortsgeschichtliche Bedeutung. Heterogener Grundriss, Einflüsse des Reform- und Heimatstils, an den Öffnungen rustiziert, Schieferdeckung.                              | 09277740 |
| Direkt Bild zu diesem Denkmal hochladen | Wohnstallhaus | Goetheweg 7 (Karte)            | um 1800                 | Obergeschoss Fachwerk verbrettert, Konstruktion erhalten, baugeschichtlich von Bedeutung. Erdgeschoss massiv, geglättet, Fenster Obergeschoss in originaler Größe, Giebel verschindelt, keine Sprossung,Schieferdeckung. | 09277742 |
| Direkt Bild zu diesem Denkmal hochladen | Wohnstallhaus | Goetheweg 9 (Karte)            | um 1800                 | baugeschichtlich von Bedeutung. Eingeschossig, massiv, Fenstergewände, keine Sprossung, Giebelspitze verbrettert, Dachgaupen wohl später, mit erhaltenem Wand-Öffnung-Verhältnis und Holzschindeldeckung. | 09277741 |
|                                         | Transformatorenstation »Stahlwerk Becker AG«                                                                                         | Goetheweg 17 (Karte)           | nach 1910               | heute Wohnhaus, steht im Zusammenhang mit Tiefem Bünaustollen, ortsgeschichtlich und bergbaugeschichtlich von Bedeutung. Durch die typische o. g. Rustika gekennzeichnet, Fenster leicht verändert, ebenfalls vertikale Ausrichtung, mit Satteldach. | 09277748 |
| Direkt Bild zu diesem Denkmal hochladen | Wohnhaus | Goldhahnweg 6 (Karte)          | wohl 18. Jh.            | hochgradig ursprünglich erhalten, baugeschichtlich und sozialgeschichtlich von Bedeutung. Durchweg originale, sechsfeldrig gesprosste Kastenfenster, Giebel neu verschindelt, Satteldach mit neuer altdeutscher Schieferdeckung, relativ alte Erweiterung (Feldstein) über Eck. | 09277728 |
|                                         | Wohnstallhaus | Hochmoorweg 8 (Karte)          | 1. Hälfte 19. Jh.       | Obergeschoss Fachwerk, regionaltypische Holzbauweise, baugeschichtlich von Bedeutung. Erdgeschoss massiv, geglättet, Fenster Obergeschoss weitgehend in originaler Größe, bis auf Giebelseite, steiles Satteldach, Fachwerk verschindelt. | 09277712 |
|                                         | Wohnstallhaus | Hochmoorweg 10 (Karte)         | wahrscheinlich vor 1800 | baugeschichtlich von Bedeutung. Eingeschossig, massiv, Sandstein-Fenstergewände, Sprossung im originalen Sinne, Hechtgaupe, steiles Satteldach, Stallteil klar erkennbar, Giebel und Dach holzverschindelt, hochgradig im ursprünglichen Aussehen wiederhergestellt. | 09277713 |
|                                         | Wohnstallhaus | Hochmoorweg 16 (Karte)         | 18. Jh.                 | Obergeschoss Fachwerk, Konstruktion weitgehend erhalten, baugeschichtlich von Bedeutung. Erdgeschoss massiv, zum Teil noch Fenstergewände, hölzernes Eingangshäuschen, Fenster Obergeschoss in originaler Größe, bis auf ein Giebelfenster, steiles Satteldach, Giebelverschindelung. | 09277714 |
| Direkt Bild zu diesem Denkmal hochladen | Wohnstallhaus | Im Kohlhau 7 (Karte)           | vor 1800                | regionaltypische Oberlandbauweise, baugeschichtlich und sozialgeschichtlich von Bedeutung. Eingeschossig, originale Fenstergrößen, teilweise Sprossung, Giebelverbretterung, Giebelluke, bis ins Detail original erhalten. | 09277738 |
| Weitere Bilder                          | Sachgesamtheit Exulantensiedlung Neugeorgenfeld mit 17 Siedlerhäusern                                                                | Neugeorgenfeld (Karte)         | 1. Hälfte 18. Jh.       | Sachgesamtheit Exulantensiedlung Neugeorgenfeld: 17 Siedlerhäuser, Bestandteil der in ihrer Struktur bemerkenswert erhaltenen Exulantensiedlung (alle Einzeldenkmale) – baugeschichtlich und sozialgeschichtlich von Bedeutung. | 09303550 |
| Direkt Bild zu diesem Denkmal hochladen | Siedlerhaus (Einzeldenkmal zu ID-Nr. 09303550)                                                                                       | Neugeorgenfeld 1 (Karte)       | 1. H. 18. Jh.           | Einzeldenkmal der Sachgesamtheit Exulantensiedlung; Bestandteil der in ihrer Struktur bemerkenswert erhaltenen Exulantensiedlung, baugeschichtlich und sozialgeschichtlich von Bedeutung. | 09303401 |
| Weitere Bilder                          | Ländliches Wohnhaus (Einzeldenkmal zu ID-Nr. 09303550)                                                                               | Neugeorgenfeld 3a (Karte)      | 1. Hälfte 19. Jh.       | Einzeldenkmal der Sachgesamtheit Exulantensiedlung; Obergeschoss Fachwerk, baugeschichtlich von Bedeutung. Erdgeschoss massiv, Fenstergrößen Obergeschoss (bis auf Giebelseite) original, Eternitverkleidung, Satteldach, Schieferdeckung, Konstruktion und Aussehen weitgehend erhalten. | 09277727 |
| Direkt Bild zu diesem Denkmal hochladen | Siedlerhaus (Einzeldenkmal zu ID-Nr. 09303550)                                                                                       | Neugeorgenfeld 3b (Karte)      | nach 1731               | Einzeldenkmal der Sachgesamtheit Exulantensiedlung; Bestandteil der in ihrer Struktur bemerkenswert erhaltenen Exulantensiedlung, baugeschichtlich und sozialgeschichtlich von Bedeutung. Alle Fenster in originaler Größe, Winterfenster mit Sprossung, wird denkmalgerecht saniert, hochgradig im ursprünglichen Aussehen erhalten. | 09277717 |
| Weitere Bilder                          | Siedlerhaus (Einzeldenkmal zu ID-Nr. 09303550)                                                                                       | Neugeorgenfeld 4 (Karte)       | 1. H. 18. Jh.           | Einzeldenkmal der Sachgesamtheit Exulantensiedlung; Bestandteil der in ihrer Struktur bemerkenswert erhaltenen Exulantensiedlung, baugeschichtlich und sozialgeschichtlich von Bedeutung. | 09303403 |
| Direkt Bild zu diesem Denkmal hochladen | Siedlerhaus (Einzeldenkmal zu ID-Nr. 09303550)                                                                                       | Neugeorgenfeld 5 (Karte)       | 1. H. 18. Jh.           | Einzeldenkmal der Sachgesamtheit Exulantensiedlung; Bestandteil der in ihrer Struktur bemerkenswert erhaltenen Exulantensiedlung, baugeschichtlich und sozialgeschichtlich von Bedeutung. | 09303402 |
|                                         | Siedlerhaus (Einzeldenkmal zu ID-Nr. 09303550)                                                                                       | Neugeorgenfeld 6 (Karte)       | nach 1731               | Einzeldenkmal der Sachgesamtheit Exulantensiedlung; einstöckig, giebelständig, weitgehend im ursprünglichen Aussehen erhalten, Bestandteil der in ihrer Struktur bemerkenswert erhaltenen Exulantensiedlung, baugeschichtlich und sozialgeschichtlich von Bedeutung. Fenster geringfügig verändert, Giebelverschindelung, Sandsteingewände. | 09277716 |
| Weitere Bilder                          | Siedlerhaus (Einzeldenkmal zu ID-Nr. 09303550)                                                                                       | Neugeorgenfeld 8 (Karte)       | nach 1731               | Einzeldenkmal der Sachgesamtheit Exulantensiedlung; einstöckig, giebelständig, weitgehend im ursprünglichen Aussehen erhalten, Bestandteil der in ihrer Struktur bemerkenswert erhaltenen Exulantensiedlung, baugeschichtlich und sozialgeschichtlich von Bedeutung. Fenster geringfügig verändert, Giebelverschindelung, Sandsteingewände, Holzschindeldeckung. | 09277718 |
| Weitere Bilder                          | Siedlerhaus (Einzeldenkmal zu ID-Nr. 09303550)                                                                                       | Neugeorgenfeld 9 (Karte)       | nach 1731               | Einzeldenkmal der Sachgesamtheit Exulantensiedlung; einstöckig, giebelständig, weitgehend im ursprünglichen Aussehen erhalten, Bestandteil der in ihrer Struktur bemerkenswert erhaltenen Exulantensiedlung – baugeschichtlich und sozialgeschichtlich von Bedeutung. Fenster weitgehend originale Größe, Pseudosprossung, alles etwas geglättet, altdeutsche Schieferdeckung. | 09277719 |
| Weitere Bilder                          | Siedlerhaus (Einzeldenkmal zu ID-Nr. 09303550)                                                                                       | Neugeorgenfeld 10 (Karte)      | nach 1731               | Einzeldenkmal der Sachgesamtheit Exulantensiedlung; einstöckig, giebelständig, hochgradig im ursprünglichen Aussehen erhalten, Bestandteil der in ihrer Struktur bemerkenswert erhaltenen Exulantensiedlung, baugeschichtlich und sozialgeschichtlich von Bedeutung. Alle Fenster in originaler Größe, Winterfenster mit Sprossung, Holzdeckung. | 09277720 |
| Direkt Bild zu diesem Denkmal hochladen | Siedlerhaus (Einzeldenkmal zu ID-Nr. 09303550)                                                                                       | Neugeorgenfeld 11 (Karte)      | 1. H. 18. Jh.           | Einzeldenkmal der Sachgesamtheit Exulantensiedlung; Bestandteil der in ihrer Struktur bemerkenswert erhaltenen Exulantensiedlung, baugeschichtlich und sozialgeschichtlich von Bedeutung. | 09303404 |
|                                         | Siedlerhaus (Einzeldenkmal zu ID-Nr. 09303550)                                                                                       | Neugeorgenfeld 12 (Karte)      | nach 1731               | Einzeldenkmal der Sachgesamtheit Exulantensiedlung; einstöckig, giebelständig, weitgehend im ursprünglichen Aussehen erhalten, Bestandteil der in ihrer Struktur bemerkenswert erhaltenen Exulantensiedlung, baugeschichtlich und sozialgeschichtlich von Bedeutung. Fenster in originaler Größe, Pseudosprossung, neue Verschindelung, Holzdeckung. | 09277721 |
| Direkt Bild zu diesem Denkmal hochladen | Siedlerhaus (Einzeldenkmal zu ID-Nr. 09303550)                                                                                       | Neugeorgenfeld 13 (Karte)      | nach 1731               | Einzeldenkmal der Sachgesamtheit Exulantensiedlung; einstöckig, giebelständig, weitgehend im ursprünglichen Aussehen erhalten, Bestandteil der in ihrer Struktur bemerkenswert erhaltenen Exulantensiedlung, baugeschichtlich und sozialgeschichtlich von Bedeutung. Fenstersituation leicht verändert, Giebelverschindelung. | 09277722 |
| Weitere Bilder                          | Wohnhaus einer Exulantensiedlung von überörtlicher Bedeutung (Einzeldenkmal zu ID-Nr. 09303550)                                      | Neugeorgenfeld 15; 15a (Karte) | um 1730                 | Einzeldenkmal der Sachgesamtheit Exulantensiedlung; geschichtliche und städtebauliche Bedeutung. Eingeschossiger Feldsteinbau verputzt, dominantes Satteldach, Originalsubstanz 50–60 Prozent, durch südlichen Anbau und Fassadenglättung beeinträchtigt. | 09302279 |
| Weitere Bilder                          | Siedlerhaus (Einzeldenkmal zu ID-Nr. 09303550)                                                                                       | Neugeorgenfeld 16 (Karte)      | nach 1731               | Einzeldenkmal der Sachgesamtheit Exulantensiedlung; einstöckig, giebelständig, weitgehend im ursprünglichen Aussehen erhalten, Bestandteil der in ihrer Struktur bemerkenswert erhaltenen Exulantensiedlung, baugeschichtlich und sozialgeschichtlich von Bedeutung. Fenster leicht vergrößert, Sandsteingewände, sehr geglättet, Schieferdeckung, Giebelverbretterung, zwei liegende Giebelfenster. | 09277723 |
| Direkt Bild zu diesem Denkmal hochladen | Siedlerhaus (Einzeldenkmal zu ID-Nr. 09303550)                                                                                       | Neugeorgenfeld 20 (Karte)      | nach 1731               | Einzeldenkmal der Sachgesamtheit Exulantensiedlung; einstöckig, giebelständig, weitgehend im ursprünglichen Aussehen erhalten, Bestandteil der in ihrer Struktur bemerkenswert erhaltenen Exulantensiedlung, baugeschichtlich und sozialgeschichtlich von Bedeutung. Neue Giebelverschindelung, Fenstersprossung im alten Sinne, Sandstein-Fenstergewände. originale Größe. | 09277724 |
| Weitere Bilder                          | Siedlerhaus (Einzeldenkmal zu ID-Nr. 09303550)                                                                                       | Neugeorgenfeld 22 (Karte)      | womöglich nach 1800     | Einzeldenkmal der Sachgesamtheit Exulantensiedlung; traufständig, einstöckig, weitgehend ursprünglich erhalten, Bestandteil der in ihrer Struktur bemerkenswert erhaltenen Exulantensiedlung, baugeschichtlich und sozialgeschichtlich von Bedeutung. Fenstergewände entfernt, aber Fenstergrößen weitgehend original. | 09277725 |
| Direkt Bild zu diesem Denkmal hochladen | Siedlerhaus (Einzeldenkmal zu ID-Nr. 09303550)                                                                                       | Neugeorgenfeld 24 (Karte)      | womöglich nach 1800     | Einzeldenkmal der Sachgesamtheit Exulantensiedlung; traufständig, einstöckig, weitgehend ursprünglich erhalten, Bestandteil der in ihrer Struktur bemerkenswert erhaltenen Exulantensiedlung, baugeschichtlich und sozialgeschichtlich von Bedeutung. Sandstein-Fenstergewände, Fenstergrößen original, verputztes Bruchsteinmauerwerk, Giebelverschindelung, altdeutsche Schieferdeckung. | 09277726 |
|                                         | Ehemalige Zinnwäsche (Einzeldenkmale zu ID-Nr. 09301895)                                                                             | Rosengrund 5; 7; 9 (Karte)     | um 1900                 | Einzeldenkmale der Sachgesamtheit Bergbaumonumente Zinnwald: ehemalige Zinnwäsche – weitgehend ursprünglich im Aussehen erhalten, ortsgeschichtlich und bergbautechnisch von Bedeutung. Pelswäsche – ehemalige Erzwäsche des Zinnwalder Zinnerz- und Wolframiterzbergbaus, technische Einrichtungen entfernt, derzeit Nutzung als Wohnhaus, beide Geschosse Fachwerk verbrettert, Obergeschoss vorkragend, Fenstergrößen weitgehend erhalten, zum Teil noch sechsfeldrige Sprossung, Kniestock, flaches Satteldach mit Überstand, Rückseite etwas steileres Satteldach. | 09277733 |
| Direkt Bild zu diesem Denkmal hochladen | Wohnstallhaus | Rosengrund 11 (Karte)          | vor 1800                | regionaltypisch, mit Holzschindeldeckung, hochgradig im ursprünglichen Aussehen erhalten, baugeschichtlich und sozialgeschichtlich von Bedeutung. Fenstergewände, sechsfeldrige Sprossung (Winterfenster), steiles Satteldach, Giebelverschindelung, hölzernes Wetterhäuschen. | 09277734 |
| Direkt Bild zu diesem Denkmal hochladen | Sägegatter mit Gleisen und Sägewerksausstattung, Transmission, Mühlteich und Mühlgraben einer Schneidemühle                          | Rosengrund 13 (Karte)          | 1925                    | bauzeitlich fast vollständig erhaltene Sägewerksausstattung aus der ersten Hälfte des 20. Jahrhunderts in einer wesentlich älteren ehemaligen Schneidemühle, ortsgeschichtlich und technikgeschichtlich bedeutende Mühle zur Herstellung der regionaltypischen Holzschindeln, heute Ferienwohnungen (früher Fremdenverkehr). | 09278867 |
| Direkt Bild zu diesem Denkmal hochladen | Wohnstallhaus | Rosengrundweg 1 (Karte)        | 18. Jh.                 | Obergeschoss Fachwerk, ältere Generation regionaltypischer Holzbauweise, baugeschichtlich von Bedeutung. Erdgeschoss massiv, Fenster Obergeschoss weitgehend in originaler Größe, steiles Satteldach mit Schieferdeckung, Schleppdach. | 09277711 |
| Direkt Bild zu diesem Denkmal hochladen | Wohnstallhaus | Rosengrundweg 3 (Karte)        | vor 1800                | Obergeschoss Fachwerk, baugeschichtlich von Bedeutung. Erdgeschoss massiv, geglättet, Fenster Obergeschoss in originaler Größe, keine Sprossung, flaches Satteldach, Giebel verschindelt, Frackdach. | 09277737 |
|                                         | Wohnhaus | Schustergasse 3 (Karte)        | vor 1800                | mit Holzschindeldeckung, baugeschichtlich und sozialgeschichtlich von Bedeutung. Eingeschossig, Fenstergewände, Sprossung, Wand-Öffnung-Verhältnis intakt, eine Giebelseite verbrettert, die andere verschindelt, Dachbodentür, alter Dachstuhl, Wetterhäuschen mit böhmischer Verbretterung. | 09277729 |
|                                         | Wohnhaus | Teplitzer Straße 7 (Karte)     | nach 1900               | Einflüsse des Schweizerstils, straßenbildprägend. Hakengrundriß, zweigeschossiger massiver Bau, beide Geschosse und Giebel verbrettert, Fenster mit Steingewänden, Krüppelwalmdächer mit leichtem, zeittypischem Überstand. | 09277709 |
|                                         | Wohnstallhaus | Teplitzer Straße 9 (Karte)     | 18. Jh.                 | Obergeschoss Fachwerk, baugeschichtlich und straßenbildprägend von Bedeutung. Erdgeschoss massiv, verändert, Fenster Obergeschoss in originaler Größe, Satteldach mit altdeutscher Schieferdeckung, zum Schleppdach ausgeweitet, durchgehend verschindelt. | 09277708 |
| Direkt Bild zu diesem Denkmal hochladen | Wohnhaus | Teplitzer Straße 10 (Karte)    | 1814                    | Obergeschoss Fachwerk, straßenbildprägend, baugeschichtliche Bedeutung. Erdgeschoss massiv, Fenster Obergeschoss in originaler Größe, mächtige Giebelseite mit überdurchschnittlich vielen Öffnungen und Dachluke, Satteldach, altdeutsche Schieferdeckung, Hechtgaupe, ursprünglich Bäckerei. | 09277746 |
| Weitere Bilder                          | Kirche, Kirchhof mit Einfriedung | Teplitzer Straße 18 (Karte)    | 1908                    | Kirche, Kirchhof, Einfriedung, Leichenhalle, OdF-Denkmal und Kriegerdenkmal für die Gefallenen des Ersten Weltkrieges. Kirche vor allem baugeschichtlich von Bedeutung. | 09277701 |
|                                         | Wohnstallhaus und Felsenkeller | Willi-Ernst-Weg 2 (Karte)      | 1. Hälfte 19. Jh.       | Obergeschoss Fachwerk, baugeschichtlich von Bedeutung. Erdgeschoss massiv, geglättet, Fenstergrößen Obergeschoss weitgehend ursprünglich, steiles Satteldach, altdeutsche Schieferdeckung, Giebelseite Fenster zugesetzt. | 09277744 |
|                                         | Wohnstallhaus | Willi-Ernst-Weg 4 (Karte)      | 18. Jh.                 | Obergeschoss Fachwerk, baugeschichtlich und sozialgeschichtlich von Bedeutung. Erdgeschoss massiv, Fenstergrößen erhalten, hölzernes Tor zum Wirtschaftsteil, Fenster Obergeschoss weitgehend in originaler Größe, sechsfeldrige Sprossung, Dachbodentür, Frackdach, regionaltypisch verschindelt. | 09277731 |
|                                         | Wohnstallhaus mit Felsenkeller und zwei Hofbäumen                                                                                    | Willi-Ernst-Weg 5 (Karte)      | 18. Jh.                 | hochgradig im ursprünglichen Aussehen erhalten, älteste Baugeneration des Ortes, baugeschichtlich und sozialgeschichtlich von Bedeutung. Eingeschossig, massiv, durchgehend gesproßte Winterfenster, hölzernes Wetterhäuschen, alle Fenster in originaler Größe, zum Teil Fenstergewände, steiles Satteldach, Frackdach, mit zwei Hausbäumen. | 09277745 |
| Direkt Bild zu diesem Denkmal hochladen | Wohnhaus | Willi-Ernst-Weg 6 (Karte)      | 1920er Jahre            | Holzhaus, als Siedlungstyp in Fertigteilbauweise, baugeschichtlich von Bedeutung. Eingeschossig, originales Türblatt, Fensterläden original, durchgehend querverbrettert, steiles Satteldach mit Schleppgaupen, bis ins Detail ursprünglich erhalten. | 09277732 |
|                                         | Wohnstallhaus | Willi-Ernst-Weg 7 (Karte)      | vor 1800                | Obergeschoss Fachwerk, baugeschichtlich von Bedeutung. Erdgeschoss massiv, mit Veränderungen der Fenstergrößen, hölzernes Wetterhäuschen, Obergeschoss verkleidet, Fenster in originaler Größe, Satteldach, Frackdach. | 09277730 |

## Ausführliche Denkmaltexte
1. ↑  
Trafostation aus der Zeit der Elektrifizierung Zinnwalds, gebaut zur Stromversorgung von Grubenkompressoren (wahrscheinlich 1916), markanter Turm, aktuell verschiefert, ursprünglich mit Dachkonstruktion in Form einer gedrückten Zwiebel, die Annexgebäude mit ihren trutzigen Dächern und Eckrustizierungen mit Einfluss des Reformstils und Erzgebirgsbauweise, ähnlich den zeitgleichen Gebäuden des nahen Tiefen Bünaustollens, bergbau- und technikgeschichtlich von Bedeutung. Die Technik aus DDR-Zeit verschwand in den letzten Jahren (LfD/2013).
2. ↑  
Huthaus mit Bergschmiede der Grube des Vereinigt Zwitterfeld Erbstollns, heute Bestandteil des Besucherbergwerkes Tiefer Bünau Stolln. Erdgeschoss massiv, Haustür-Sandsteingewände, altes Türblatt, alle Fenster mit echter Sprossung, Fenster Obergeschoss weitgehend in originaler Größe und Anordnung, altdeutsche Schieferdeckung, markanter polygonaler Dachreiter mit Wetterfahne,  Giebelverschindelung, Frackdach, originaler Grenzstein im Haus.
3. ↑  
Die Häuser Goethestr. 4, 6 u. 8 sind in Proportion und Setzung der einzelnen Baukörper aufeinander abgestimmt. Es handelt sich um ein Zeugnis der von Heimatstil und Reformstil beeinflussten Architektur, hier in einer Mischung aus Putz- und Rustikalfassaden und mit differenzierter Dachlandschaft. Obwohl das Gebäude Nummer 4 baulich in Einzelheiten verändert ist, trägt es durch Kubatur und Proportion noch zum Dokumentationswert der Gesamtheit bei (LfD/2015).
4. ↑  
Sachgesamtheit Exulantensiedlung Neugeorgenfeld mit folgenden Einzeldenkmalen: 
ID-Nr. 09303401 Neugeorgenfeld 1, Flurstück 92/1,
ID-Nr. 09277727 Neugeorgenfeld 3a, Flurstück 93/1,
ID-Nr. 09277717 Neugeorgenfeld 3b, Flurstück 95/1,
ID-Nr. 09303403 Neugeorgenfeld 4, Flurstück 97/1,
ID-Nr. 09303402 Neugeorgenfeld 5, Flurstück 106a,
ID-Nr. 09277716 Neugeorgenfeld 6, Flurstück 103/1,
ID-Nr. 09277718 Neugeorgenfeld 8, Flurstück 112/1,
ID-Nr. 09277719 Neugeorgenfeld 9, Flurstück 119,
ID-Nr. 09277720 Neugeorgenfeld 10, Flurstück115/1,
ID-Nr. 09303404 Neugeorgenfeld 11, Flurstück 1212,
ID-Nr. 09277721 Neugeorgenfeld 12, Flurstück 116/1,
ID-Nr. 09277722 Neugeorgenfeld 13, Flurstück 125,
ID-Nr. 09302279 Neugeorgenfeld 15, 15a, Flurstück 139/1, 139/2,
ID-Nr. 09277723 Neugeorgenfeld 16, Flurstück 131/1,
ID-Nr. 09277724 Neugeorgenfeld 20, Flurstück 152/1,
ID-Nr. 09277725 Neugeorgenfeld 22, Flurstück 157/2,
ID-Nr. 09277726 Neugeorgenfeld 24, Flurstück 167/1.

Die Exulantensiedlung Neugeorgenfeld entstand um 1730 planmäßig für böhmische Religionsflüchtlinge in der dafür typischen Siedlungsform einer Häuser-Doppelreihe, die ein Weg als deren Mittelachse erschließt. Hinter den Gebäuden befindet sich jeweils ein bis zu 150 m langes, schmales hufenartiges Grundstück. Bei den Gebäuden handelt es sich um die charakteristischen Erzgebirgs-Kammhäuser: eingeschossig, massiv und mit gestaltprägendem, im Verhältnis zum übrigen Baukörper großen Satteldach als Kaltdach. Sie gehören der Formengruppe des Mitteldeutschen Wohnstallhauses an, d. h. ihr Grundriss ist geteilt in Wohnteil, Flur und Stall/-Wirtschaftsteil. Hervorzuheben ist die baugeschichtliche Bedeutung der Siedlung, vor allem aber deren politik- und sozialgeschichtliche Relevanz, da die Siedlungsstruktur sich weitgehend authentisch erhalten hat, besitzt sie eine große Bedeutung wegen ihres exemplarischen Wertes und des Seltenheitswertes. Die Häuser selbst haben durch Umbauten teils eingeschränkten, teils noch hohen baugeschichtlichen Dokumentationswert (LfD/2012).
5. ↑  
Siedlerhaus von etwa 25 der Exulantensiedlung Neugeorgenfeld, die um 1730 für böhmische Religionsflüchtlinge entstand, charakteristisches Erzgebirgs-Kammhaus: eingeschossig, massiv und mit gestaltprägendem, im Verhältnis zum übrigen Baukörper großen Satteldach als Kaltdach, Giebelverbretterung, Anfügung eines vergrößerten Eingangshäuschens und Einfügung kleiner stehender Dachgaupen, baugeschichtliche Bedeutung, politik- und sozialgeschichtliche Relevanz als Strukturbestandteil der bemerkenswerten zweireihigen Siedlung von exemplarischem Wert (LfD/2012).
6. ↑  
Ländliches Wohnhaus, errichtet wohl vor der Mitte des 19. Jahrhunderts auf der langen Parzelle des Exulantenhauses Nummer 3b (letzteres Bestandteil der um 1730 planmäßig entstandenen Siedlung Neugeorgenfeld), die für diesen Zweck geteilt wurde. Massives Erdgeschoss, Obergeschoss Fachwerk mit (bis auf einer Giebelseite) originalen Fenstergrößen, das Fachwerk mit Eternit verkleidet, steiles Satteldach mit Schieferdeckung, baugeschichtlich relevant als Beispiel der regionaltypischen Holzbauweise (LfD/2012).
7. ↑  
Siedlerhaus von etwa 25 der Exulantensiedlung Neugeorgenfeld, die um 1730 für böhmische Religionsflüchtlinge entstand, charakteristisches Erzgebirgs-Kammhaus: eingeschossig, massiv und mit gestaltprägendem, im Verhältnis zum übrigen Baukörper großenSatteldach als Kaltdach, Giebelverbretterung, alle Fenster in originaler Größe, Winterfenster, hochgradig im ursprünglichen Aussehen erhalten, baugeschichtliche Bedeutung, politik- und sozialgeschichtliche Relevanz als Strukturbestandteil der bemerkenswerten zweireihigen Siedlung von exemplarischem Wert (LfD/2012).
8. ↑  
Siedlerhaus von etwa 25 der Exulantensiedlung Neugeorgenfeld, die um 1730 für böhmische Reliegionsflüchtlinge entstand, charakteristisches Erzgebirgs-Kammhaus: eingeschossig, massiv und mit gestaltprägendem, im Verhältnis zum übrigen Baukörper großen Satteldach, Giebelverbretterung, vor allem durch Vergrößerung von Öffnungen in seinem Dokumentationswert etwas eingeschränkt, dennoch baugeschichtliche Bedeutung sowie politik- und sozialgeschichtliche Relevanz als Strukturbestandteil der bemerkenswerten zweireihigen Siedlung von exemplarischem Wert (LfD/2012).
9. ↑  
Siedlerhaus von etwa 25 der Exulantensiedlung Neugeorgenfeld, die um 1730 für böhmische Religionsflüchtlinge entstand, charakteristisches Erzgebirgs-Kammhaus: eingeschossig, massiv und mit gestaltprägendem, im Verhältnis zum übrigen Baukörper großen Satteldach, Giebelverbretterung, Anfügung eines vergrößerten Eingangshäuschens, trotz Modernisierungen baugeschichtliche Bedeutung, politik- und sozialgeschichtliche Relevanz als Strukturbestandteil der bemerkenswerten zweireihigen Siedlung von exemplarischem Wert (LfD/2012).
10. ↑  
Siedlerhaus von etwa 25 der Exulantensiedlung Neugeorgenfeld, die um 1730 für böhmische Religionsflüchtlinge entstand, charakteristisches Erzgebirgs-Kammhaus: eingeschossig, massiv und mit gestaltprägendem, im Verhältnis zum übrigen Baukörper großen Satteldach mit später eingefügten kleinen stehenden Gaupen, Giebelverschindelung, Anfügung eines vergrößerten Eingangshäuschens, Fenster geringfüging verändert, baugeschichtliche Bedeutung, politik- und sozialgeschichtliche Relevanz als Strukturbestandteil der bemerkenswerten zweireihigen Siedlung von exemplarischem Wert (LfD/2012).
11. ↑  
Siedlerhaus von etwa 25 der Exulantensiedlung Neugeorgenfeld, die um 1730 für böhmische Religionsflüchtlinge entstand, charakteristisches Erzgebirgs-Kammhaus: eingeschossig, massiv und mit gestaltprägendem, im Verhältnis zum übrigen Baukörper großen Satteldach, Giebelverschindelung, trotz Anfügung einer überdimensionierten Schleppgaupe und Veränderung einiger Fenstergrößen baugeschichtliche Bedeutung sowie politik- und sozialgeschichtliche Relevanz als Strukturbestandteil der bemerkenswerten zweireihigen Siedlung von exemplarischem Wert (LfD/2012).
12. ↑  
Siedlerhaus von etwa 25 der Exulantensiedlung Neugeorgenfeld, die um 1730 für böhmische Religionsflüchtlinge entstand, charakteristisches Erzgebirgs-Kammhaus: eingeschossig, massiv und mit gestaltprägendem, im Verhältnis zum übrigen Baukörper großen Satteldach mit altdeutscher Schieferdeckung, Giebelverschindelung, trotz großer späterer Schleppgaupe, Glättungen und leicht vergrößerten Fenstern baugeschichtliche Bedeutung sowie politik- und sozialgeschichtliche Relevanz als Strukturbestandteil der bemerkenswerten zweireihigen Siedlung von exemplarischem Wert (LfD/2012).
13. ↑  
Siedlerhaus von etwa 25 der Exulantensiedlung Neugeorgenfeld, die um 1730 für böhmische Religionsflüchtlinge entstand, charakteristisches Erzgebirgs-Kammhaus: eingeschossig, massiv und mit gestaltprägendem, im Verhältnis zum übrigen Baukörper großen Satteldach als Kaltdach, Giebelverschindelung, alle Fenster in originaler Größe, Winterfenster, Holzdeckung, hochgradig im ursprünglichen Aussehen erhalten, baugeschichtliche Bedeutung, politik- und sozialgeschichtliche Relevanz als Strukturbestandteil der bemerkenswerten zweireihigen Siedlung von exemplarischem Wert. Das Haus gehörte dem langjährigen sächsischen Landeskonservator Hans Nadler (1910–2005) (LfD/2012).
14. ↑  
Siedlerhaus von etwa 25 der Exulantensiedlung Neugeorgenfeld, die um 1730 für böhmische Religionsflüchtlinge entstand, charakteristisches Erzgebirgs-Kammhaus: eingeschossig, massiv und mit gestaltprägendem, im Verhältnis zum übrigen Baukörper großen Satteldach, trotz verklärendem Anbau noch baugeschichtliche Bedeutung sowie politik- und sozialgeschichtliche Relevanz als Strukturbestandteil der bemerkenswerten zweireihigen Siedlung von exemplarischem Wert (LfD/2012).
15. ↑  
Siedlerhaus von etwa 25 der Exulantensiedlung Neugeorgenfeld, die um 1730 für böhmische Religionsflüchtlinge entstand, charakteristisches Erzgebirgs-Kammhaus: eingeschossig, massiv und mit gestaltprägendem, im Verhältnis zum übrigen Baukörper großen Satteldach als Kaltdach mit Holzdeckung, neue Verschindelung, Fenster in originaler Größe, aber mit Pseudosprossung, baugeschichtliche Bedeutung sowie politik- und sozialgeschichtliche Relevanz als Strukturbestandteil der bemerkenswerten zweireihigen Siedlung von exemplarischem Wert (LfD/2012).
16. ↑  
Siedlerhaus von etwa 25 der Exulantensiedlung Neugeorgenfeld, die um 1730 für böhmische Religionsflüchtlinge entstand, charakteristisches Erzgebirgs-Kammhaus: eingeschossig, massiv und mit gestaltprägendem, im Verhältnis zum übrigen Baukörper großen Satteldach, Giebelverschindelung, Fenstersituation leicht verändert, späterer Anbau unter Schleppdach und große spätere Schleppgaupe, dennoch baugeschichtliche Bedeutung sowie politik- und sozialgeschichtliche Relevanz als Strukturbestandteil der bemerkenswerten zweireihigen Siedlung von exemplarischem Wert (LfD/2012).
17. ↑  
Siedlerhaus von etwa 25 der Exulantensiedlung Neugeorgenfeld, die um 1730 für böhmische Religionsflüchtlinge entstand, charakteristisches Erzgebirgs-Kammhaus: eingeschossiger verputzter Feldsteinbau mit gestaltprägendem, im Verhältnis zum übrigen Baukörper großen Satteldach, Heuluke noch vorhanden, das Gebäude ist durch einen südlichen Anbau und durch Fassadenglättung beeinträchtigt, auch der Dachstuhl zeigt nur Reste des Originals aus dem 18. Jahrhundert, die Originalsubstanz beträgt insgesamt aber noch 50-60 Prozent, daher baugeschichtliche Bedeutung sowie politik- und sozialgeschichtliche Relevanz als Strukturbestandteil der bemerkenswerten zweireihigen Siedlung von exemplarischem Wert (LfD/2012).
18. ↑  
Siedlerhaus von etwa 25 der Exulantensiedlung Neugeorgenfeld, die um 1730 für böhmische Religionsflüchtlinge entstand, charakteristisches Erzgebirgs-Kammhaus: eingeschossig, massiv und mit gestaltprägendem, im Verhältnis zum übrigen Baukörper großen Satteldach mit Schieferdeckung, Giebel verbrettert, Fenster leicht vergrößert, zwei liegende Giebelfenster, spätere Schleppgaupe, trotz Glättungen baugeschichtliche Bedeutung sowie politik- und sozialgeschichtliche Relevanz als Strukturbestandteil der bemerkenswerten zweireihigen Siedlung von exemplarischem Wert (LfD/2012).
19. ↑  
Siedlerhaus von etwa 25 der Exulantensiedlung Neugeorgenfeld, die um 1730 für böhmische Religionsflüchtlinge entstand, charakteristisches Erzgebirgs-Kammhaus: eingeschossig, massiv und mit gestaltprägendem, im Verhältnis zum übrigen Baukörper großen Satteldach als Kaltdach, neue Giebelverschindelung, Fenster originale Größe, mit Sandsteingewänden und Sprossung im alten Sinne, späterer Anbau unter Schleppdach, baugeschichtliche Bedeutung, politik- und sozialgeschichtliche Relevanz als Strukturbestandteil der bemerkenswerten zweireihigen Siedlung von exemplarischem Wert 
(LfD/2012).
20. ↑  
Späteres Siedlerhaus (nach 1800) von etwa 25 der Exulantensiedlung Neugeorgenfeld, die ursprünglich um 1730 für böhmische Religionsflüchtlinge entstand, auf Originalparzelle, charakteristisches Erzgebirgs-Kammhaus: eingeschossig, massiv, Satteldach mit Schieferdeckung und späterer großer Schleppgaupe, Giebelverschieferung, Verlust der Naturstein-Fenstergewände, baugeschichtliche Bedeutung, politik- und sozialgeschichtliche Relevanz als Strukturbestandteil der bemerkenswerten zweireihigen Siedlung von exemplarischem Wert (LfD/2012).
21. ↑  
Späteres Siedlerhaus (nach 1800, nicht mehr giebelständig) von etwa 25 der Exulantensiedlung Neugeorgenfeld, die ursprünglich um 1730 für böhmische Religionsflüchtlinge entstand, charakteristisches Erzgebirgs-Kammhaus: eingeschossig, verputztes Feldsteinmauerwerk, Satteldach als Kaltdach mit altdeutscher Schieferdeckung, Giebelverschindelung,
Anfügung eines vergrößerten Eingangshäuschens, baugeschichtliche Bedeutung, politik- und sozialgeschichtliche Relevanz als Strukturbestandteil der bemerkenswerten zweireihigen Siedlung von exemplarischem Wert (LfD/2012).
22. ↑  
Schutzgüter: Vollgatter der Fa. Fleck u. Söhne (Berlin-Reineckendorf), Baujahr 1914, Durchlassweite 700 mm, wird noch zu Schauvorführungen genutzt, ehemals dampf- bzw. wassergetrieben, Gleise (original bis zum Haupttor, Bogen touristische Inwertsetzung), Werkstattausstattung: Hobelbank, Pendelsäge, Kreissäge, Transmission Baujahr: um 1925. Mühlteich: stark verändert, Zeugnis der Beaufschlagung durch Wasser, bezieht sein Wasser aus dem vorgeführten Aschergraben, abgehender Mühlgraben.
23. ↑  
Kirche im Reformstil, architektonisch interessant, mit Verbretterungen in den Giebeln und im oberen Teil des Glockenturms. Leichenhalle: im Osten an der Einfriedungsmauer. 

Kirchhof: Einfriedung: im Osten, Süden und Westen Einfriedungsmauer aus Bruchsteinmauerwerk, im Süden Tor mit Torpfeilern aus Bruchsteinmauerwerk, Mauer zu den Torpfeilern hochgezogen, im Norden Hecke. Bodenrelief (Terrassierung): das von Süd (Straße) nach Nord leicht abfallende Gelände ist in drei Ebenen gegliedert (die obere Ebene ist mit einer niedrigen Trockenmauer abgefangen, die mittlere Ebene ist mit einer Böschung abgefangen), an der Ostfassade der Kirche liegt eine Terrasse, die mit einer Stützmauer aus Bruchsteinmauerwerk abgefangen ist. Wegesystem: Hauptzugangsweg vom Tor zum Haupteingang der Kirche (wassergeb. Decke), Querweg von Süd nach Nord (Rampenweg mit geringer Neigung) und Längswege auf den Terrassen (von Rasen überwachsen), Treppe (drei Stufen) und Plattenfläche aus Sandstein vor dem Haupteingang der Kirche im Süden. Gehölze: regelmäßige Pflanzung von drei Eschen (ehemals vier) am Hauptzugangsweg, Reihe von Eschen auf der oberen Terrasse, Reihe von Bergahorn und Ebereschen auf der mittleren Terrasse, Reihe von Bergahorn und Ebereschen an der östlichen Umfassungsmauer, Reihe von Ebereschen an der westlichen Umfassungsmauer, Solitärbaum (Traueresche im Osten des Grabes der Familie Grundig), geschnittene Hecke als nördliche Einfriedung. Blickbeziehung: exponierte freie Lage, weite Blickbezüge aus und in die umgebende Landschaft. Kriegerdenkmal, Erster Weltkrieg: Steintafel im Eingang der Kirche, OdF-Denkmal.